# Mysateles prehensilis meridionalis
Mysateles prehensilis meridionalis is een zoogdier uit de familie van de hutia's (Capromyidae). De wetenschappelijke naam van de ondersoort werd voor het eerst geldig gepubliceerd door Varona in 1986.

## Voorkomen
De soort komt voor in Cuba.